# 黑斑棒䲁
黑斑棒䲁（學名：Rhabdoblennius nigropunctatus），為輻鰭魚綱鳚形目䲁科棒䲁屬的一種，分布於西太平洋斐濟及東加海域，深度0至1公尺，本魚體延長，稍側扁，頭小，頭頂無冠膜，具有眼上鬚及鼻鬚，無頸鬚，唇平滑，上下顎具犬齒，頭部和身體前半部有大小不一的圓形黑斑，上唇和前頭有各種黑色斑點或條紋，背鰭硬棘12枚、背鰭軟條18-20枚、臀鰭硬棘2枚、臀鰭軟條20-22枚，體長可達6.1公分，棲息在沿海淺水域，雌魚產附著性卵，雄魚有護卵行為，幼魚為浮游性，生活習性不明。